# Bara bada bastu
Bara bada bastu (укр. Просто скористайтеся сауною) — пісня шведськомовного фінського комедійного гурту KAJ, випущена 21 лютого 2025 року через лейбл Warner Music Sweden. Пісня представлятиме Швецію на пісенному конкурсі Євробачення 2025 після перемоги на Melodifestivalen 2025. Це перша повністю шведськомовна пісня, яка представлятиме країну з 1998 року, останньою була «Kärleken är» у виконанні Джил Джонсон

## Про пісню
«Bara bada bastu» написали учасники KAJ Кевін Гольмстрем, Аксель Оман та Якоб Норргорд разом з Андерсом Вретовим, Крістофером Страндбергом і Робертом Сковронським. Автори пісні працювали над нею віддалено, і всі вони вперше особисто зустрілися на Melodifestivalen. KAJ надіслали «перебільшену» версію пісні до Андерса Вретова, щоб він міг адаптувати її для шведської аудиторії. Сковронський та Страндберг розповілили, що ранній демозапис «Bara bada bastu» містив рядок про «випущення мила», який зрештою було вирізано.
«Bara bada bastu» належить до музичного жанру епадунк, шведського стилю, який виник на початку 2020-х років і характеризується запам'ятовуючими поп, електронними та фолковими звуками та часто містить гумористичні, іноді тривіальні чи провокаційні тексти. Текст пісні написаний шведською мовою діалектом фінського муніципалітету Веурі, різновидом шведської мови Остроботнії, а також містить кілька слів фінською мовою.
Пісня є даниною фінській культурі саун. У ній згадується фінська співачка Арья Сайонмаа, яка пізніше позитивно відреагувала на згадку про себе. KAJ висловили бажання, щоб співачка взяла участь у їхньому виступі у фіналі Melodifestivalen, чого, зрештою, не сталось, проте вона з'явилася в попередньо записаному сегменті разом із ведучими конкурсу.

## Пісенний конкурс Євробачення

### Melodifestivalen 2025
Під час підготовки до конкурсу, продюсерка Melodifestivalen Карін Гуннарссон зв'язалася з KAJ щоб дізнатися, чи візьмуть вони участь. Тоді тріо щойно випустило альбом, через що їм потрібно було написати нову пісню для конкурсу. Згідно з правилами конкурсу, принаймні один із авторів пісень має бути шведом, тому KAJ вирішили співпрацювати з Андерсом Вретовим, оскільки вони були фанатами його пісні «Guld och gröna skogar». Якоб Норргорд, що виконує головний вокал, заявив, що гурт хотів написати пісню, яка демонструвала б фінську культуру, і що їх надихнула «аура дивності» попередніх фінських заявок на Євробаченні, маючи на увазі Käärijä та Windows95man.
26 листопада SVT, шведський національний мовник, оприлюднив список 30 учасників конкурсу, до якого KAJ власне й увійшли. Вони потрапили до четвертого півфіналу, що відбувся 22 лютого 2025 року. Тріо виступило під четверим номером, після Tennessee Tears та перед AmenA. KAJ перемогли другий раунд голосування, зайнявши загалом друге місце в півфіналі, в результаті чого вони пройшли до фіналу Melodifestivalen.
Фінал Melodifestivalen 2025 відбувся 8 березня 2025. KAJ виступили під останнім, дванадцятим, номером після Анніки Вікігальдер. Гурт зайняв 2 місце у голосуванні журі з 74-ма балами; їм не вистачило всього двох балів, щоб обійти Монса Сельмерлева з піснею «Revolution». Однак, тріо виграло телеголосування, отримавши 90 балів, й у підсумку вони виграли Melodifestivalen 2025 з 164-ма балами, здобувши право представляти Швецію на пісенному конкурсі Євробачення 2025.

### На Євробаченні
Пісенний конкурс Євробачення 2025 відбудеться на Санкт-Якобсгалле в місті Базель, Швейцарія, і складатиметься з двох півфіналів, які пройдуть 13 і 15 травня відповідно, і фіналу 17 травня 2024 року. Під час жеребкування 28 січня 2025 року Швеція потрапила до першої половини першого півфіналу конкурсу. 
У півфіналі KAJ виконали пісню «Bara bada bastu» під шостим порядковим номером. Гурту вдалося кваліфікуватися до фіналу конкурсу, що пройде 17 травня.

## Чарти
| Чарт (2024)                         | Найвища позиція |
| ----------------------------------- | --------------- |
| Фінляндія (Suomen virallinen lista) | 1               |
| Швеція (Sverigetopplistan)          | 1               |